# 広島東洋カープ由宇練習場
広島東洋カープ由宇練習場（ひろしまとうようカープ ゆうれんしゅうじょう）は、山口県岩国市由宇町にある野球場。広島東洋カープ二軍の本拠地球場及び練習施設で、同球団が運営管理している。単に由宇球場という通称でも呼ばれる。

## 沿革
広島の二軍は1992年（平成4年）まで、広島県福山市（旧: 沼隈郡沼隈町）にあるツネイシスタジアム（広島二軍本拠地時代の名称は「みろくの里神勝寺球場」）を二軍の本拠地とし、ウエスタン・リーグ公式戦などを開催していた。これはかつて広島より西の福岡県に本拠地を置いていたクラウンライターが西武に身売りし、1979年（昭和54年）から本拠地を埼玉県の西武球場に移転して以来、広島が国内では最も西に本拠地を置く球団となり、また当時のウエスタン所属6球団は広島の他に中部1（中日）、関西4（近鉄、南海、阪神、阪急）と関西に集中していたため、これら他球団の移動の便を考慮して、県東部の福山で試合を行っていたものである。
しかし、みろくの里は広島二軍選手寮のカーサ・デ・カルピオ〔Casa di CARPIO〕（大野寮）がある佐伯郡大野町（現・廿日市市）から遠く、試合のたびに長距離移動を余儀なくされていた。また、1989年（平成元年）には南海が福岡県に本拠地を移転してダイエーとなり、広島以東のチームだけに便宜を図る必要が薄れつつあった。
当時球団が所有していた練習施設は広島市民球場（閉鎖）の他、広島市西区の三篠寮（閉鎖）にある練習場、大野寮にある屋内総合練習場だけしかないなど練習施設が不足しており、とりわけ他球団と比較して、ファーム施設に対する設備投資が遅れていることが問題視されていた。また、広島は1980年代後半の一時期、二軍の本拠地を広島県内とは別に、別途関東地方や東北地方にも設ける構想を持っていたものの、これも結局実現には至らなかった。
こうした事情から球団自前の練習場を設ける必要性が生まれ、広島県呉市、山口県柳井市、同じく山口県の玖珂郡由宇町（現・岩国市）の3箇所が候補地となり、検討の結果、土地取得費が安く練習場が広く取れること、気候が温暖なことから由宇町が選定された。球団役員に由宇町に工場を構えるマツダ関連企業の社長がいたこともあって計画は順調に進展し、1991年（平成3年）3月に着工、2年を経て1993年（平成5年）3月に由宇練習場が完成・開場、広島二軍本拠地は当練習場に移転した。以後、広島二軍のウエスタン公式戦や教育リーグ、練習試合などは主にこの由宇練習場を中心に開催されるようになった。広島二軍の春季一次キャンプと秋季キャンプも当練習場で行われているが、2018年（平成30年）の春期一次キャンプは改修工事の関係もあり、同じ岩国市に完成した愛宕スポーツコンプレックス野球場（キズナスタジアム）で実施されている。

## 球場概要
基本的に広島の二軍練習場としてのみ使用されることを前提に設計されており、一軍公式戦やアマチュア野球など広島二軍以外が使用することを想定していないため、観客席は内外野とも芝生席となっている（内野芝生席のみ解放。外野芝生席は整備不十分のため閉鎖されており、立ち入り不可。ただし、球場周辺をコンコースで一周出来る設計になっているため、通路から観戦することは可能）。バックネット裏には管理棟が設けられているが観客席はなく、一般客は立ち入り不可となっている。また、由宇球場で開催される二軍戦は「練習ではお金を取らない」方針のため、原則として入場無料である。ただし、駐車場は有料（2016年までは500円⇒2017年から2023年まで800円⇒2024年からは1000円に値上げ）。観客用の出入口は三塁側スタンド後方とレフトスタンド後方の2箇所に設けられているが、2020年以降は新型コロナウイルス感染拡大に伴い、三塁側スタンド後方は閉鎖され、レフトスタンド後方の1箇所のみに制限されている。
グラウンド出入口は三塁側に設けられており、三塁側場外にはサブグランドと投球練習場がある。このため、試合開催時のダッグアウトは、移動距離を考慮してホームチームである広島が三塁側を使用し、一塁側をビジターチームが使用する。ただし、マツダスタジアムや地方開催でのホームゲームでは一軍と同じ一塁側を使用する。
ファーム本拠地球場の中でも特に交通の便が悪い。下記のように最寄り駅からのバスは1日6便しかなく、ダイヤについても広島二軍戦の試合観戦向けの配慮も特になされていないため、実質的には自家用車およびタクシーしかアクセス方法がない。また、用意されている駐車場は改修によって収容規模が120台から400台に拡大されたものの、それでも充分とは言えない。飲食についても、2016年までは球場内に常設の売店がなく、飲料の自動販売機が設置されているのみで、さらに球場周辺にはコンビニやスーパー等がないため、由宇駅周辺等で事前に購入する必要があり不便が生じていた。
それでも入場料無料であることに加え、近年は広島の人気が高まり、地元店舗の協力を得て飲食物のワゴン販売（移動式）が始まったことなどから、2010年は15,278人、2011年は26,648人、2012年は26,615人、2013年は25,659人、2014年は35,781人、2015年は43,848人、2016年は42,249人と、由宇練習場を訪れる観客は年々増えつつある。こうした背景から2016年にバックネット裏管理棟の裏手に新たなトイレが設置され（1993年の開場時から2015年まではセンターバックスクリーン後方に1箇所あるのみであった。なお、センター側のトイレについてはオープン時から変わっておらず、現状改修の予定はない）、2017年からは旧ビジターチーム用ロッカールームを改装した建物でも地元物産品等を取り扱うようになった。
2016年までのグラウンド面積は16,010m2と野球専用球場としては千葉マリンスタジアムや札幌ドームより10%も広大であるのみならず、メジャーリーグ用の広いクアーズ・フィールドよりも15%上回る広さを誇っていた。これは二軍選手を鍛えるため、バッティングケージを同時に3つ並べて打撃練習が行えることを大前提とし、かつキャッチャーフライの捕球練習等を重視したため、ファウルエリアを可能な限り広げたことに由来する。だが、あまりに広すぎるファウルエリアは（練習場としての設計なので仕方ない面はあるが）観戦環境としては失敗だったと松田元（広島東洋カープオーナー）が認めており、その教訓はマツダスタジアムの基本設計に反映された。なお、ファウルエリアについては2016年シーズンオフの改修工事にてやや縮小された（詳細は後述）。
前述の通り、由宇球場で行われる二軍戦は練習と位置付けているため、ラッキー7に球団応援歌を流すなどの演出は行っていない。
2020年～2021年は新型コロナウイルス感染拡大に伴い、入場ゲートが設置されていない、スタンドが全席芝生席で観客同士の間隔が取れないなど、感染対策が十分に出来ないことから、教育リーグ及び公式戦は無観客で行われた。
2022年は新型コロナウイルス感染対策を十分に行った上で、教育リーグ及び公式戦を3シーズンぶりに有観客（人数制限なし）で実施することになった。

### 球場本体
- グラウンド面積：15,420m2（2017年～）。※2016年までは16,010m2。
- 両翼：100m、中堅：122m
- 内野：土、外野：天然芝
- スコアボード：LED式フルカラー電光掲示板［大型映像モニター装置兼用］（3代目・2024年～）[2][3]
  - 2024年に上記のフルスクリーンタイプに改修。初代及び2代目とは異なり、センター後方に設置された（バックスクリーン一体型）。2024年3月2日～3日に行われた教育リーグ・対阪神戦から運用開始。
  - 2代目までは出来なかった球速表示が可能となった。
  - 3代目への改修に併せてバックスクリーンも全面改修を実施し、幅と奥行きを縮小してスリム化された。それに伴い、初代及び2代目が設置されていたボード部分は撤去された。
    - 初代：パネル式（1993年～2014年）
      - センターバックスクリーン右端に設置されていた。

    - 2代目：電光掲示式（2015年～2023年）
      - 設置位置は初代と同じ。カラー表示可能。出塁した選手は初代・広島市民球場、マツダスタジアムと同様に緑色に表示されていた。
      - 選手名表示部分はチームロゴ表示、メッセージ表示対応可能。球速表示はなし。
- ボールカウント：BSO表示（2015年～）
- 照明設備（ナイター用）：なし
- ダッグアウト：ホームは三塁側、ビジターは一塁側
- 内野スタンド、外野スタンドともに芝生席

### 練習場内その他の施設
- サブグランド
  - グラウンド面積：7,060m2
  - 左翼：65m、中堅：65m、右翼：70m
- 投球練習場
  - マウンド：5箇所
- 管理棟
  - 本部室、会議室、食堂室、クラブハウス、選手ロッカー室、シャワー室
- 地元物産店（一塁側ダッグアウト後方、プレハブ造り）
  - 2016年までビジターチーム用ロッカールームとして使用されていたものを改装し再利用。飲食物やオフィシャルグッズ、球団公認の由宇球場限定グッズなどを販売。
- 一塁側ダッグアウト後方にイベントスペース（地元物産店隣、土舗装）があり、飲食物やグッズのワゴン販売が行われている他、子供向けに遊具が設置されている。
- 駐車場（400台収容、1000円）

### 施設の改修
2010年代になると開場から20年経過したことと相まって施設の老朽化が著しくなり、2011年には当時選手会長だった東出輝裕が契約更改の席で大野室内練習場共々練習施設の改善を訴えるなど、改修を求める声が上がるようになった。
2014年にはスコアボードの更新（電光掲示板化）、2015年には駐車場の舗装とトイレ増設など部分的な改修が行われたが、2016年シーズンオフからは3年計画で本格的な改修に着手している。主な内容は以下の通りで、3年間での総工費は約3億8000万円。
- バックネットをホームベース寄りに約6.7m近付けて、ホームベースからの距離をマツダスタジアムと同じ18.3mとする[7]他、一塁側・三塁側ダッグアウト及び一塁側・三塁側スタンドのフェンスを2mグラウンド側に移動することで、ファウルエリアの大きさを縮小[8]。
- 一塁側・三塁側ダッグアウトを全面改修し、座席をベンチ席から個別座席に変更。
- バックネット裏の管理棟を全面改築。従来の1.5倍となる鉄筋平屋約560m2となり、別棟にあったビジターチームのロッカールームを統合、エアコンやトイレ、シャワールームを整備[7]。
- 一塁側ダッグアウト後方に設けられている旧ビジターチーム用ロッカールームを改装、水道とガスを整備し、由宇球場では初の常設売店となる地元物産店として再利用。
- 外野芝の張り替え[5]（2017年シーズンオフ以降に着手[6]）
- マウンドの堅さや形状をマツダスタジアムとそろえる[5]（2017年シーズンオフ以降に着手[6]）

なお、球場開場時には施設の近所に二軍選手寮を建設する計画もあったが、これは実現には至っていない。

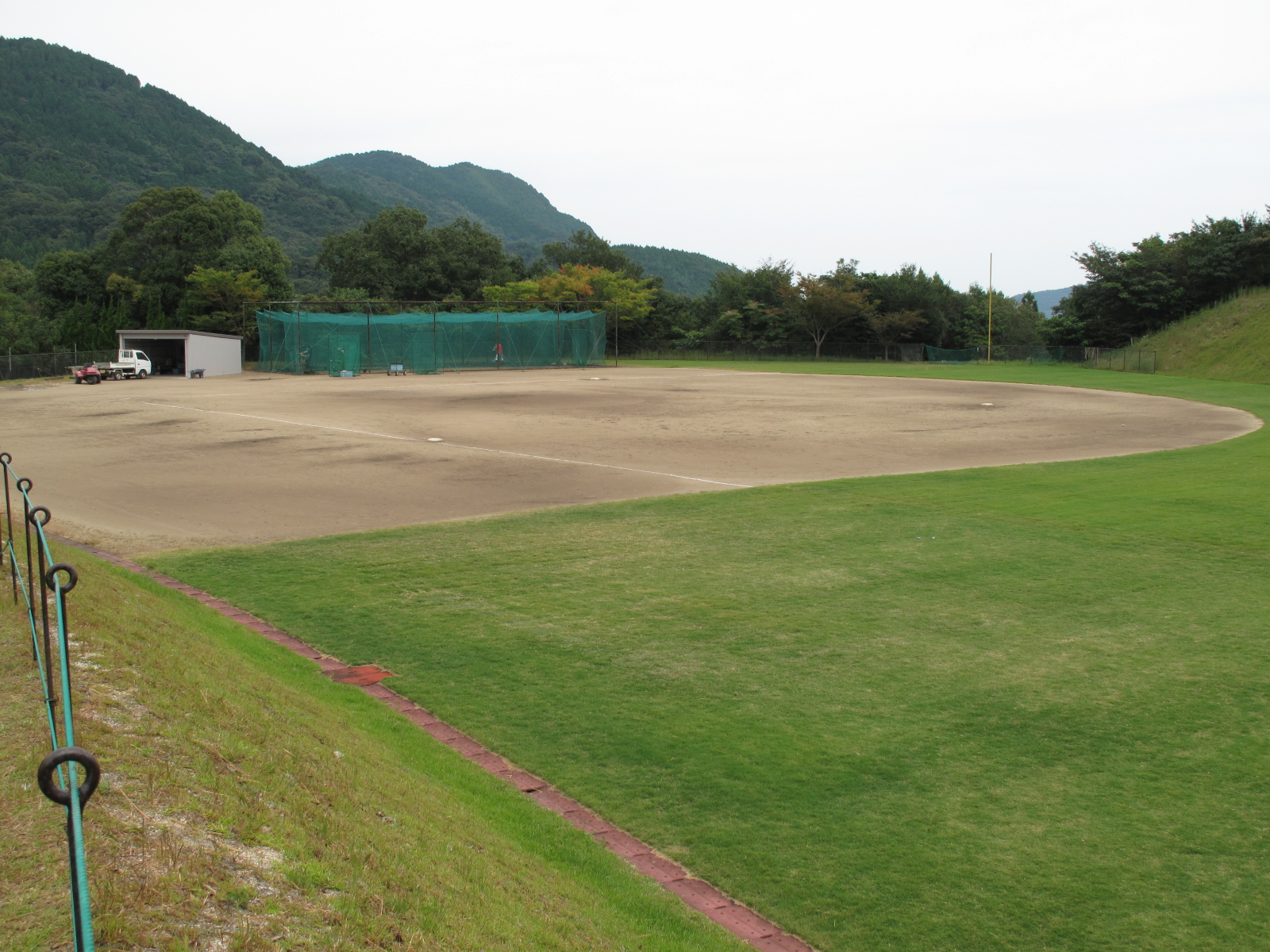
サブグラウンド
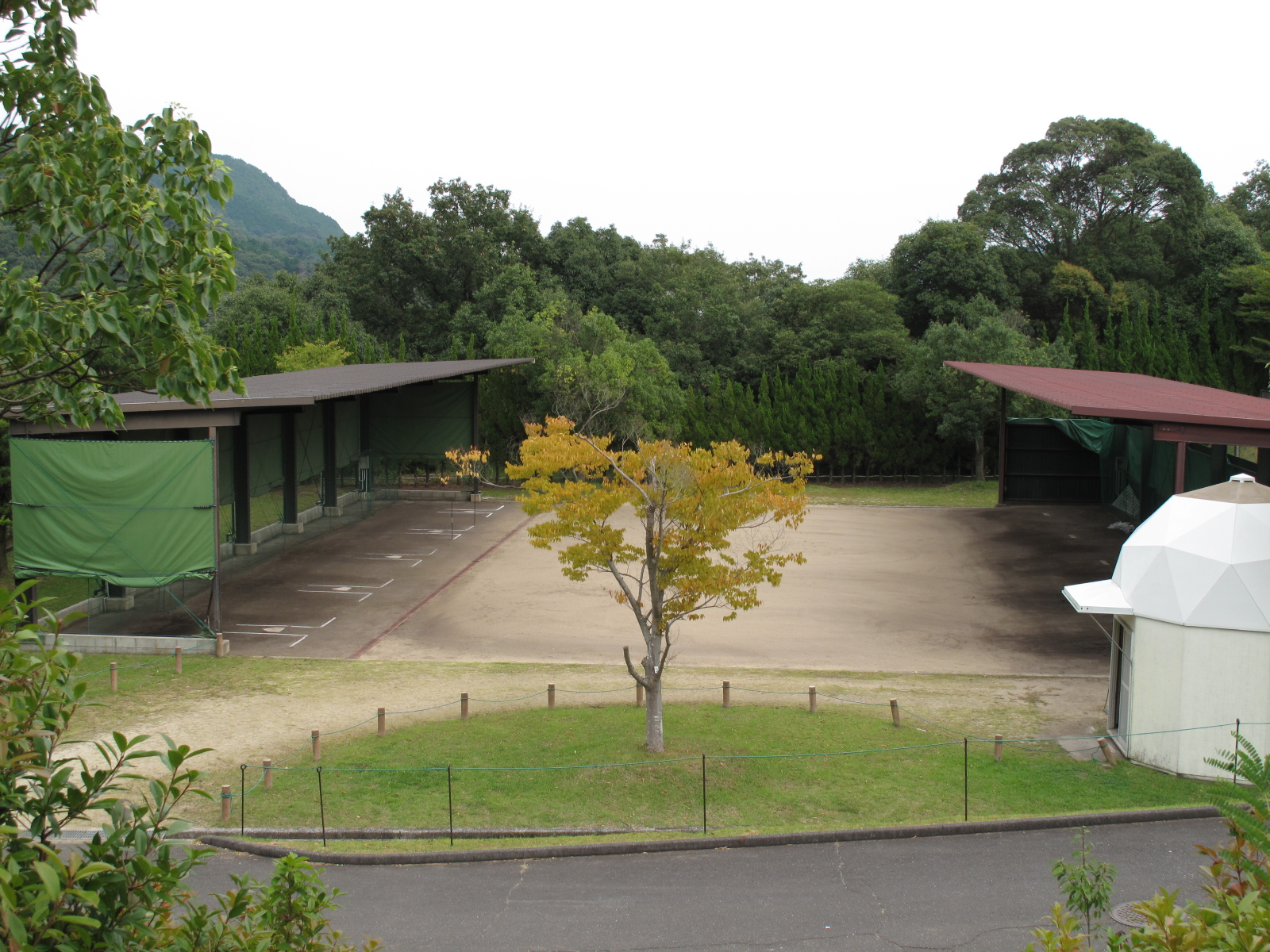
投球練習用マウンドは5箇所設けられている
当練習場完成以来、入団してきた選手名が刻まれたモニュメント
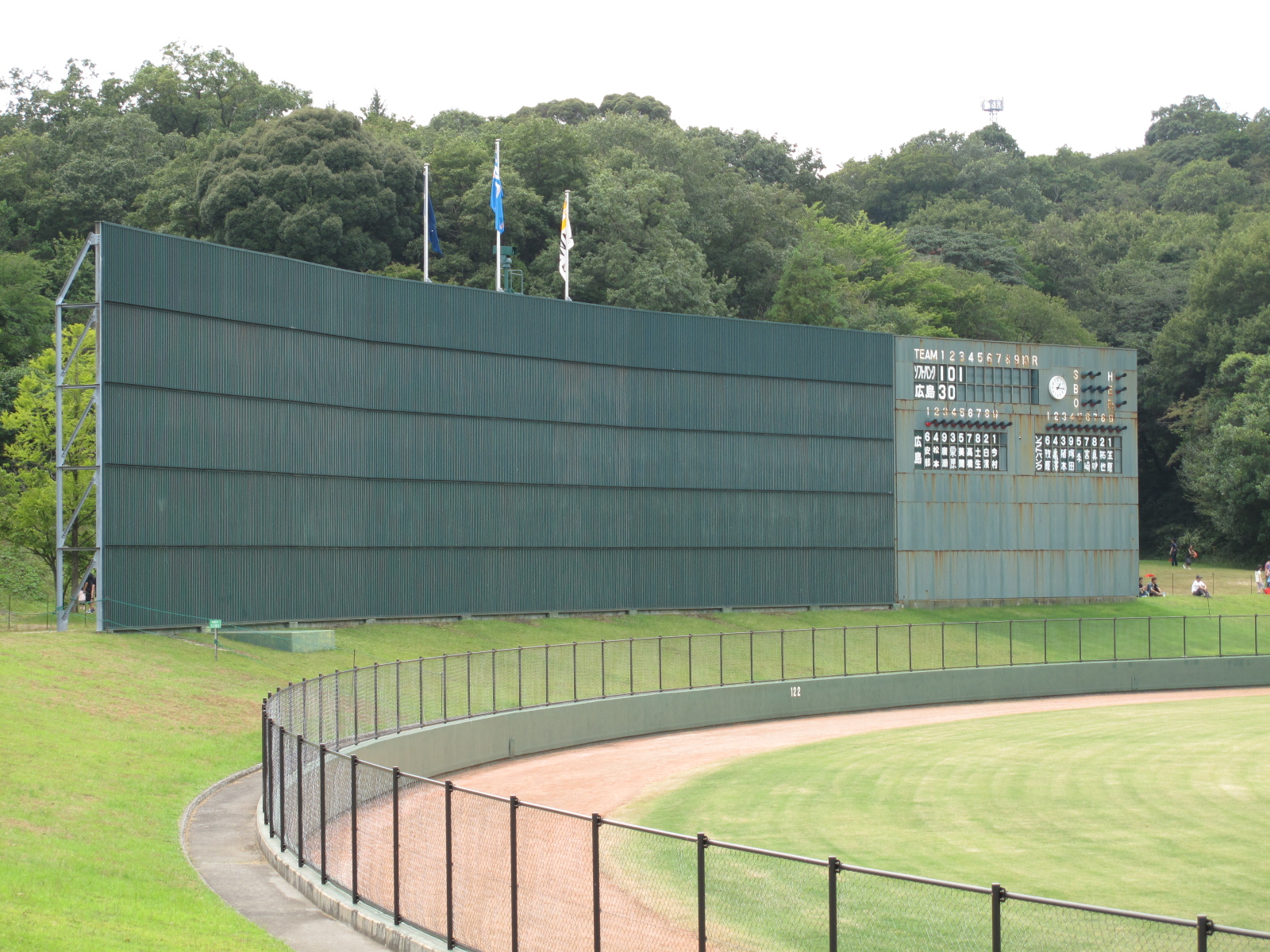
改装前のパネル式スコアボード（2014年）
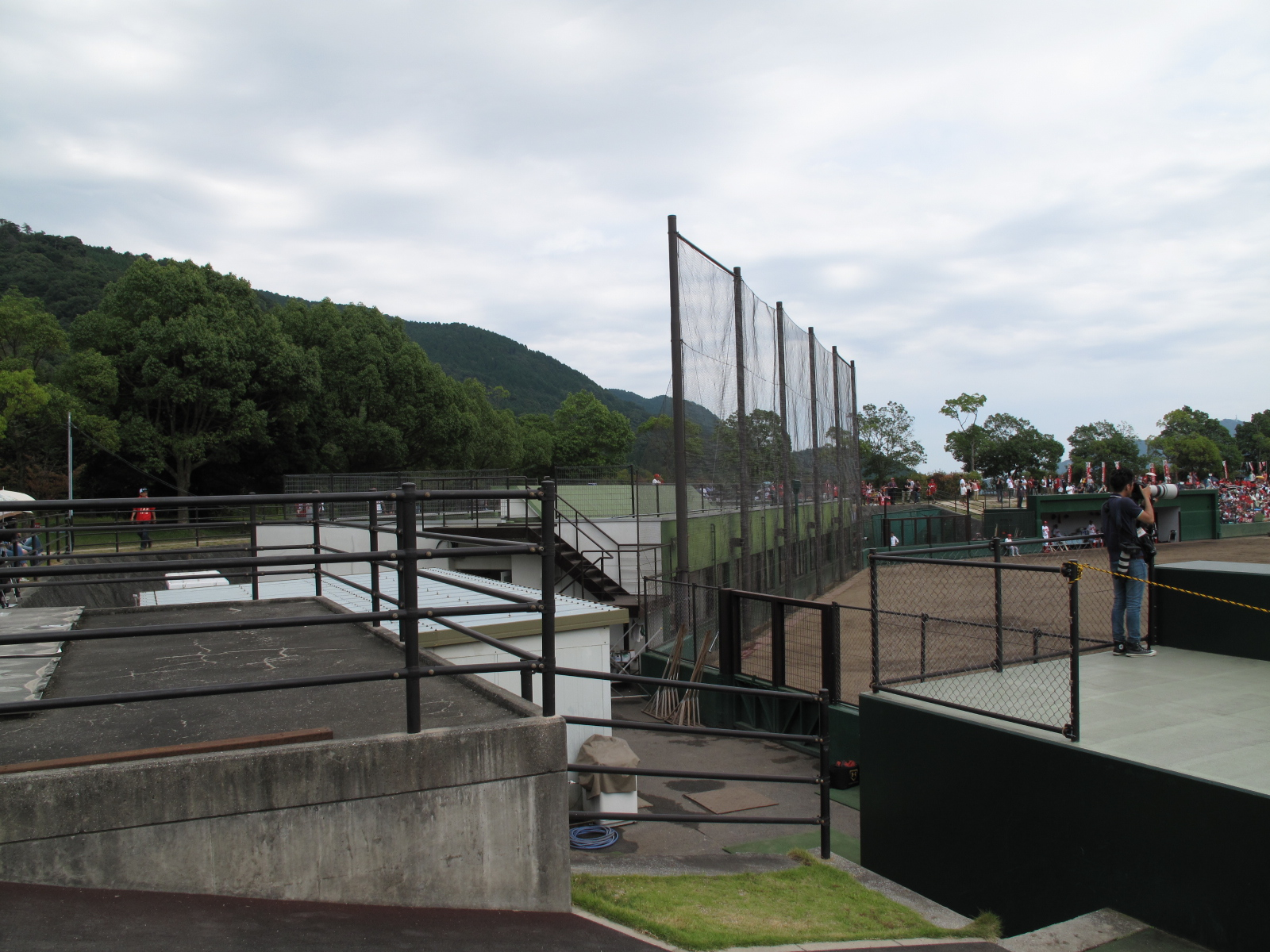
改装前のバックネット裏管理棟（2014年）、バックネットを支えるための支柱が6本存在した

## 交通
- JR西日本山陽本線由宇駅から岩国市営由宇バス「笠塚カープ練習場前」行きで終点下車（ただし、1日5便のみ）、またはタクシー
- JR西日本山陽本線・岩徳線岩国駅からいわくにバス「由宇カープ練習場」行きで終点下車（ただし、試合が開催される土曜・日曜・祝日の1日1便のみ）、またはタクシー
- JR西日本山陽新幹線新岩国駅からいわくにバス「由宇カープ練習場」行きで終点下車（ただし、試合が開催される土曜・日曜・祝日の1日1便のみ）、またはタクシー
- 山陽自動車道玖珂ICより国道437号を大島方面に向かい約15km（案内表示あり）